# SW26010
SW26010 — 260-ядерный процессор, спроектированный китайским Национальным центром по проектированию высокопроизводительных интегральных микросхем в Шанхае. В процессоре реализована 64-битная RISC-микроархитектура ShenWei, разработанная в Китае. SW26010 состоит из 4 групп (называемых кластерами) по 64 «вычислительно-процессорных элемента» (compute-processing elements, CPE), расположенных в виде матрицы 8×8 элементов. CPE исполняют SIMD-инструкции и могут выполнять за один цикл 8 операций над числами одинарной точности. Каждый кластер сопровождается более традиционным ядром общего назначения, называемым «управляющим процессорным элементом» (management processing element, MPE), и обеспечивающим функции мониторинга и управления. Каждый кластер имеет свой собственный контроллер памяти DDR3 SDRAM и банк памяти (англ. memory bank) со своим собственным адресным пространством. Процессор работает с тактовой частотой 1,45 ГГц.
Каждый CPE обладает внутренней сверхоперативной памятью (англ. scratchpad memory) размером 64 Кб для данных и 16 Кб для инструкций, и соединены посредством сети-на-кристалле (англ. network on a chip), вместо традиционной иерархии кеш-памяти (англ. cache hierarchy). MPE имеет более традиционную схему с 32 Кб кеш-памяти 1-го уровня для данных и инструкций и 256 Кб кеш-памяти 2-го уровня. Сеть-на-кристалле соединена с единым внутрисистемным интерфейсом, который соединяет микросхему с внешним миром.
SW26010 применяются в суперкомпьютере Sunway TaihuLight, который с ноября 2016 по июнь 2018 года занимал 1-е место по производительности в рейтинге TOP500. В Sunway TaihuLight используется 40 960 процессоров SW26010, производительность в тесте LINPACK достигает 93,01 PFLOPS.